# Yes! Morning
Yes! Morning（イエス!モーニング）は、エフエム富士（FM FUJI）で2011年4月1日から2021年3月31日まで毎週月曜日から金曜日の朝に放送されていたラジオ番組である。

## 概要
10年間続いた早朝のワイド番組「SUPER TODAY FUJI」の後番組として2011年4月1日より開始。FM FUJIのワイド番組改編に伴い開始から丁度10年となる2021年3月31日を以って終了。

## タイムテーブル
（2018年1月時点）
- 6:00　オープニング
- 6:20　FM FUJI Morning Headline
- 6:30　
  - (mon.)ファイト!NEW GENERATION
  - (tue.)防災TODAY - 今日からできる防災への備え
  - (wed.)ララ・ランキング - 旬なランキングを紹介
- 6:40　
  - (mon.)Music of a Dream - とっておきのディズニーソング
  - (tue.)BRANDNEW PICK UP - 新譜から一曲ピックアップ
- 6:45　FM FUJI Traffic & Weather Information - Trafficは九段センターから。合わせて鉄道情報も提供。
- 6:54　KAITEKISEIKATSU RADIO SHOPPING
- 7:00　FM FUJI Morning Headline
- 7:10　FM FUJI Traffic & Weather Information - Trafficは九段センターから。合わせて鉄道情報も提供。
- 7:18　甲斐路メッセージ - 県政情報
- 7:25　FUJIKYU RESORT HEADLINE
- 7:30　FM FUJI Traffic & Weather Information - Trafficは九段センターから。合わせて鉄道情報も提供。
- 7:36　FM FUJI Morning Headline
- 7:41　Sports Energy - スポーツの話題
- 7:50　エンタメ・ジャンクション - 芸能ニュース
- 8:00　FM FUJI Morning Headline
- 8:10　FM FUJI Traffic & Weather Information - Trafficは九段センターと山梨センターから。合わせて鉄道情報も提供。
- 8:17　Lucky Countdown - 星座別占いランキング
- 8:23　朝チェキ - 新聞紙面からの話題拾い読み
- 8:30　
  - (mon.)中谷彰宏のビジネスサプリ＜信越放送制作＞　
  - (tue.)Yes! ENGLISH CHALLENGE - ワンポイント英会話講座
  - (thu.)やまなしを食べよう - シニア野菜ソムリエ・食と農のかたりべの資格をもつ加藤恵美子が山梨の旬の食材を紹介
  - (fri.)朝クラ - 月ごとのテーマに従って選んだクラシック音楽の楽曲をオンエア
- 8:40　FM FUJI Traffic & Weather Information - Trafficは九段センターと山梨センターから。合わせて鉄道情報も提供。
- 9:00　FM FUJI Morning Headline
- 9:10　
  - (mon.)HAPPY JAM - 日々の生活がハッピー＆元気になる情報
  - (tue.)Beauty Style Lab - コスメやファッションアイテム、流行など　美容に関する「女子力」を磨く情報
  - (wed.)Essence Of Something - 身近な政策や行政の取り組み、環境問題や暮らしの安全など、生活の様々な話題
  - (thu.)宙(そら)のモリモリ - 星や宇宙に関する話題
  - (fri.)森雄一、自分の足で山梨巡るってよ。 - 月替わりでピックアップした山梨県内の市町村の、観光や生活の情報
- 9:20　富士の国やまなし - 山梨県の観光情報
- 9:30　はぴねすくらぶラジオショッピング
- 9:40　FM FUJI Traffic & Weather Information - Trafficは九段センターから。合わせて鉄道情報も提供。
- 9:52　(mon.)(tue.)エンディング
- 9:57　(wed.)to(fri.)エンディング

## 出演者

### 歴代出演者
| 期間 | 期間      | 月曜       | 火曜      | 水曜       | 木曜      | 金曜        |
| --- | --------- | ---------- | --------- | ---------- | --------- | ----------- |
| 2011.4.1 | 2012.3.30 | 稲葉智美   | 稲葉智美  | 針谷衣織里 | 中野耕史1 | 中野耕史1   |
| 2012.4.2 | 2014.3.31 | 桧垣理奈   | 桧垣理奈  | 浅利そのみ | 森雄一2   | 森雄一2     |
| 2014.4.1 | 2016.4.1  | 東城佑香   | 東城佑香  | 浅利そのみ | 森雄一2   | 森雄一2     |
| 2016.4.4 | 2018.3.30 | 東城佑香   | 東城佑香  | 石井由紀子 | 森雄一2   | 森雄一2     |
| 2018.4.2 | 2018.4.12 | 石井由紀子 | 東城佑香  | 東城佑香   | 森雄一2   | 森雄一2     |
| 2018.4.13 | 2018.4.27 | 石井由紀子 | 東城佑香3 | 東城佑香3  | 東城佑香3 | 東城佑香3   |
| 2018.4.30 | 2018.6.29 | 石井由紀子 | 東城佑香3 | 東城佑香3  | 東城佑香3 | 浅利そのみ3 |
| 2018.7.2 | 2018.9.28 | 石井由紀子 | 東城佑香  | 東城佑香   | 森雄一    | 浅利そのみ3 |
| 2018.10.1 | 2019.3.29 | 石井由紀子 | 東城佑香  | 東城佑香   | 森雄一4   | 森雄一4     |
| 2019.4.1 | 2020.3.31 | 吉田智大   | 東城佑香  | 東城佑香   | 森雄一4   | 森雄一4     |
| 2020.4.1 | 2021.3.31 | 東城佑香   | 東城佑香  | 黒田治     | 黒田治    | 森川真帆    |
| - 1『SUPER TODAY FUJI』より引き続き出演。『GOOD DAY』水曜へ異動。 - 2『GOOD DAY』月曜・火曜から異動。 - 3森の休養に伴う代理。 - 4『GOOD DAY』金曜に異動。 |           |            |           |            |           |             |